# Herminia Brumana

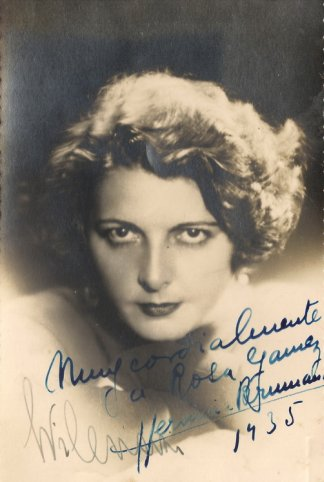
Herminia Brumana

Herminia Catalina Brumana (* 12. September 1897 in Pigüe; † 9. Januar 1954 in Buenos Aires) war eine argentinische Schriftstellerin, Lehrerin, Aktivistin, Feministin und Journalistin.
Sie studierte  Olavarría und schrieb unter anderem für Mundo Argentina, El Hogar oder La Nación.

## Werke

### Theater
- La protagonista olvidada, 1933

### Roman
- Palabritas, 1918.
- Cabezas de mujeres, 1923
- Mosaico, 1929
- La grúa, 1931
- Tizas de colores, 1932
- Cartas a las mujeres argentinas, 1936
- Nuestro Hombre, 1939
- Me llamo niebla, 1946
- A Buenos Aires le falta una calle, 1953